# Epipactis stellifera
Epipactis stellifera är en orkidéart som beskrevs av Di Antonio och Veya. Epipactis stellifera ingår i släktet knipprötter, och familjen orkidéer.
Artens utbredningsområde är Schweiz. Inga underarter finns listade i Catalogue of Life.